# Королёв, Николай Иванович
Николай Иванович Королёв — советский самбист, призёр чемпионата СССР, мастер спорта СССР. Тренер. Судья международной категории по классической борьбе. Спортивный функционер. Подполковник.

## Биография
Выступал за клуб ВМФ (Кронштадт). В 1947 году стал чемпионом Вооружённых Сил СССР.
В 1938—1939 годах работал массажистом и тренером ДСО «Строитель». Исполнял обязанности инструктора по физической подготовке учебного отряда Балтийского флота, Ленинградской военно-морской базы, тренером по плаванию и прыжкам в воду команды инструкторов ВМС. Был главным тренером учебно-спортивного отдела и исполняющим обязанности заведующего учебно-спортивного отдела Российского республиканского совета ВДСО «Трудовые резервы».
В 1958—1969 годах — старший тренер и начальник спортивно-технического клуба по морскому многоборью ДОСААФ.
В 1969—1970 годах работал директором детской спортивной школы ДСО «Водник».
Участник Великой Отечественной войны. Судил чемпионат мира по классической борьбе 1953 года.
Похоронен на Ваганьковском кладбище.

## Награды
- Медаль «За оборону Ленинграда» (22 декабря 1942);
- Орден Красной Звезды (6 марта 1945);

## Спортивные результаты
- Чемпионат СССР по самбо 1940 года —